# Agressivitat

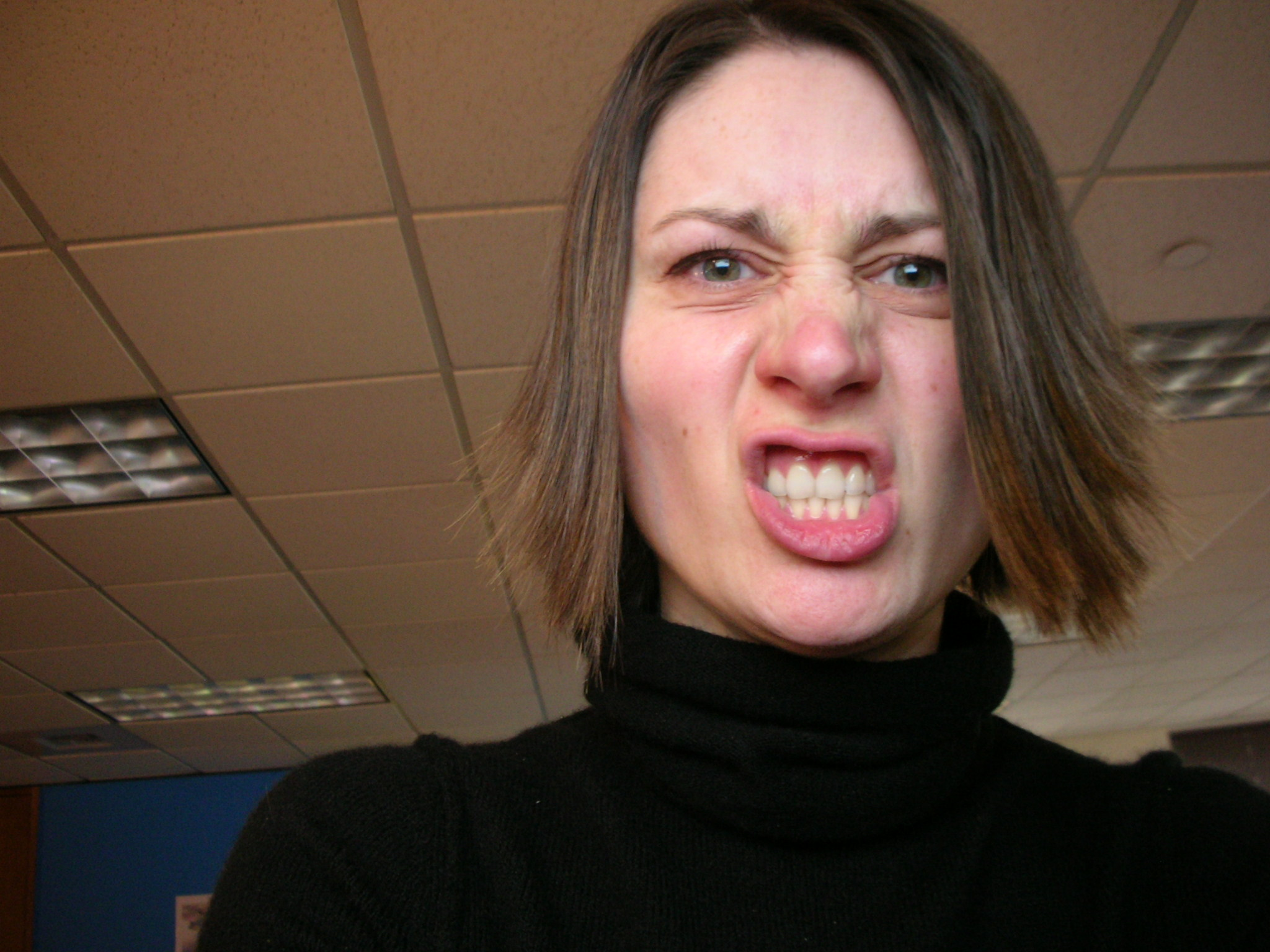
Persona mostrant agressivitat

L'agressivitat és una tendència de la personalitat caracteritzada per l'ús de la violència o el desig d'exercir-la, de manera conscient o inconscient. Es manifesta en el control d'allò que es considera propi, en l'intent d'aconseguir alguna cosa vista com a propietat d'un altre o com a tàctica defensiva. L'amígdala cerebral és l'òrgan encarregat de regular-la.
Si bé l'agressivitat és un tret instintiu i que es dona en altres animals, es pot controlar mitjançant l'educació, canalitzant-la perquè no es manifesti en forma d'agressions reals. Per a Freud constitueix una de les pulsions bàsiques de l'ésser humà, el tanathos oposat a l'eros o l'amor i es manifesta en l'odi, l'enveja i conductes depredadores. Sol aparèixer com a reacció davant un estímul percebut pel subjecte com a amenaça.